# Global Leadership (nagrada)
Vital Voices Global Leadership Awards je prestižna međunarodna nagrade ženama liderima koji djeluju u području ljudskih prava, gospodarstva, ili političkih reforma. Manifestacija se održava svake godine u rano proljeće, u John F. Kennedy Center for the Performing Arts u Washingtonu
Nagradu dodjeljuju Leadership Institute iz Arlingtona (Virginia, SAD), Bow Grupa (Ujedinjeno Kraljevstvo), Howard Centar - Svjetski obiteljski kongres i francuski Institut de Formation Politique. Nagrade se dodjeljuju na gala večeri dodjeljuju se liderima koji žele dati moć idejama potičući dijalog i javne rasprave o kritičnim međunarodnim konzervativnim problemima.
Dobitnice nagrade su do sada bile primjerice Ben Affleck, Christiane Amanpour, Candice Bergen, Wolf Blitzer, Laura Bush, Hillary Rodham Clinton, Sally Field, Ranija Al-Abdulah, Kay Bailey Hutchison, Angelina Jolie, Angelique Kidjo, Nicholas Kristof, Lisa Ling, Suze Orman, Zain Verjee, Reese Witherspoon, Brian Williams i hrvatska novinarka Karolina Vidović Krišto.

## Vanjske poveznice
- Službena stranica  Arhivirana inačica izvorne stranice od 10. kolovoza 2013. (Wayback Machine)